# Horváth Attila (labdarúgó, 1971)
Horváth Attila (Zalaegerszeg, 1971. január 23. –) válogatott labdarúgó, középpályás.

## Pályafutása

### Klubcsapatban
A Zalaegerszegi TE csapatában mutatkozott az élvonalban 1991. augusztus 25-én az Újpesti TE ellen, ahol csapata 2–0-ra kikapott. 1996 és 1999 a Videoton labdarúgója volt. Utolsó magyar bajnoki mérkőzésen a Nyíregyháza 4–2-re le győzte csapatát.

### A válogatottban
1996-ban két alkalommal szerepelt a válogatottban.

## Statisztika

### Mérkőzései a válogatottban
| Magyarország | Magyarország      | Magyarország         | Magyarország | Magyarország | Magyarország | Magyarország | Magyarország | Magyarország |
| #            | Dátum             | Helyszín             | Hazai        | Eredmény     | Vendég       | Kiírás       | Gólok        | Esemény      |
| ------------ | ----------------- | -------------------- | ------------ | ------------ | ------------ | ------------ | ------------ | ------------ |
| 1.           | 1996. április 10. | Eszék                | Horvátország | 4 – 1        | Magyarország | barátságos   | -            | 80'          |
| 2.           | 1996. április 24. | Budapest, Népstadion | Magyarország | 0 – 2        | Ausztria     | barátságos   | -            | 46'          |
|              | Összesen          |                      |              | 2            | mérkőzés     |              | 0            | gól          |